# Jean Gebser
 (février 2018).
Si vous disposez d'ouvrages ou d'articles de référence ou si vous connaissez des sites web de qualité traitant du thème abordé ici, merci de compléter l'article en donnant les références utiles à sa vérifiabilité et en les liant à la section « Notes et références ».
Jean Gebser, né le 20 août 1905 à Posen (ancien empire allemand) et mort le 14 mai 1973 à Wabern bei Bern (Suisse), est un linguiste, poète et philosophe spécialiste de l'évolution de la conscience humaine.

## Biographie

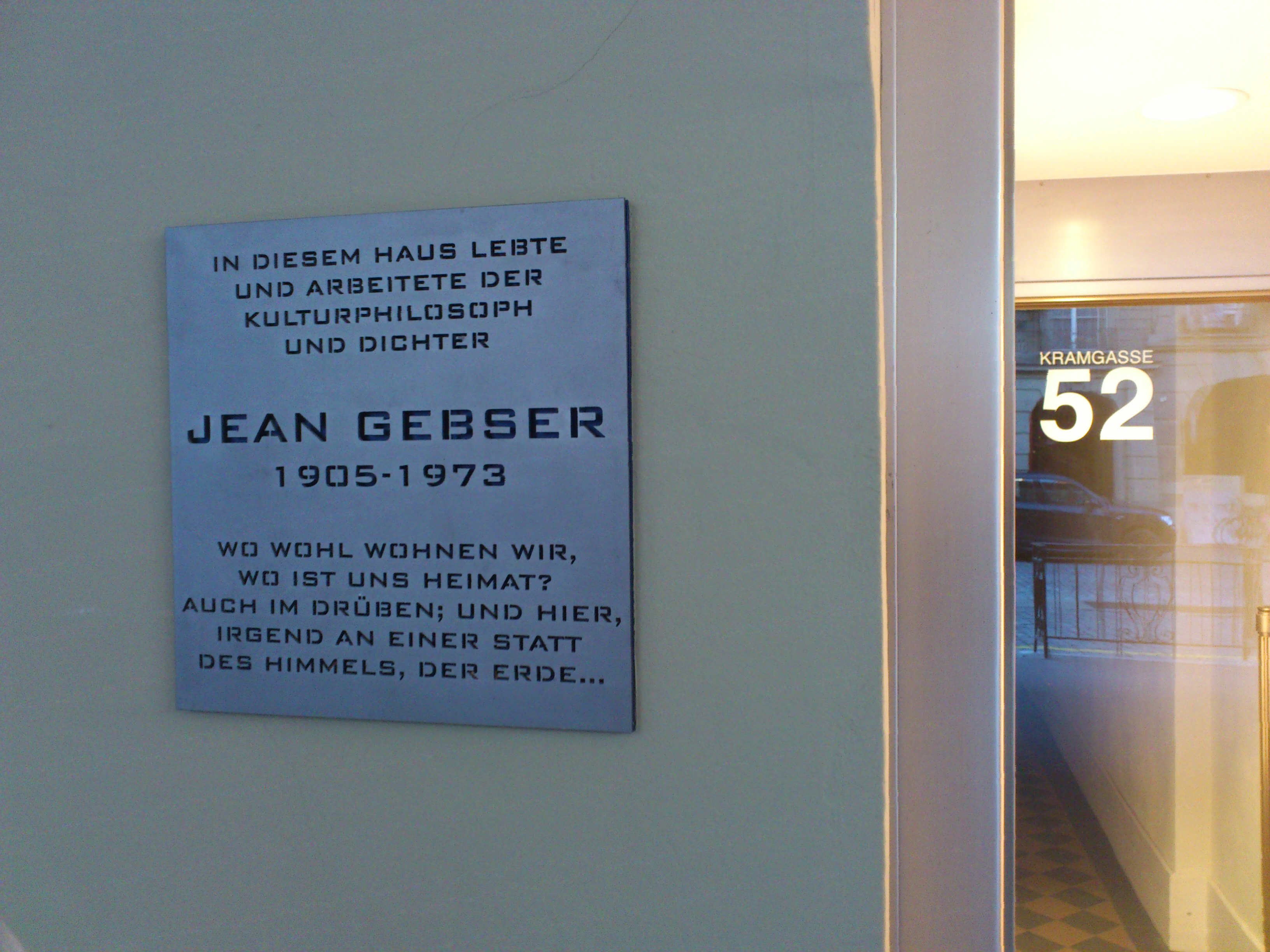
Plaque commémorative à la Kramgasse 52 à Berne (Suisse)

Né sous le nom de Hans Gebser à Poznań, qui appartient alors à l'Empire allemand. Son père, juriste et écrivain, meurt des suites d'une tentative de suicide alors que Hans a 17 ans. Gebser quitte l'Allemagne en 1929 pour vivre un temps à Florence en Italie puis en France. Il s'installe ensuite en Espagne où il apprend la langue en quelques mois ce qui lui permet d'obtenir un poste dans l'administration publique espagnole : il devient haut fonctionnaire du Ministère de l'éducation. Son niveau de maîtrise de la langue est suffisant pour qu’il écrive des poèmes en espagnol. Lorsque la Guerre civile éclate en juillet 1936, il quitte Madrid quelques heures seulement avant que son appartement n’explose, puis s'installe à Paris. Constatant que l'invasion allemande est proche, il part pour la Suisse en 1939. Il passe le reste de sa vie près de Berne où il élabore la plus grande partie de son œuvre.
Vers la fin de sa vie, Jean Gebser voyage de nombreuses fois en Inde, en Extrême-Orient et en Amérique. Jean Gebser, comme Alfonso Caycedo le futur père de la sophrologie, va à l'ashram de Sri Aurobindo à Pondichéry et il dira ensuite la conscience supramentale de Sri Aurobindo et ma conscience intégrale sont les mêmes. Gebser est à la fois un homme de science et un mystique. Il n'adhéra pas au fascisme ou à d'autres idéologies qui utilisaient des symboles cultuels pour justifier leur propos.
Il meurt le 14 mai 1973 « avec un sourire doux et sage ». Gebser avait écrit dans Die schlafenden Jahre, « Quand nous naissons, nous pleurons, quand nous mourons, nous devons sourire. »

## Idées
Sa thèse principale est que la tension et le chaos en Europe entre 1914 et 1945 étaient le symptôme d'une structure de conscience qui touchait à sa fin, annonçant une mutation vers une nouvelle forme de conscience. Les premières preuves de ce changement étaient, selon lui, visibles dans les arts. En particulier l'utilisation novatrice du langage et de la littérature. À partir de là, il s'est intéressé aux stades successifs d'apparition de formes de conscience humaine.
Son livre, paru en 1949, Ursprung und Gegenwart (en français, Origine et présent ; en anglais The Ever-Present Origin) synthétise sur plus de 900 pages ses recherches sur l'apparition d'une nouvelle forme de conscience. Travaillant à partir de constats historiques recueillis dans des champs très divers (poésie, musique, peinture, architecture, philosophie, religion, physique et autres sciences naturelles), Gebser décrit ce qu'il considère être une succession d'apparition et d'effondrement de structures de conscience tout au long de l'histoire humaine. Par le terme « structure de conscience », il faut essentiellement entendre la façon dont nous appréhendons la réalité.
Selon la théorie de Gebser, la conscience humaine se trouve en état de transition, et ces transitions doivent être vues comme des « mutations » non continues. Ces sauts ou transformations impliquent des changements structurels aussi bien au niveau de l'esprit que du corps humain. Il en arrive à distinguer cinq structures d'apparition successive  :
1. La structure archaïque
2. La structure magique
3. La structure mythique
4. La structure mentale
5. L'étape intégrale

La structure archaïque est a-perspective, l'individu n'a pas conscience de sa séparation avec son environnement. Elle est très difficile à décrire et à appréhender, tant elle est différente de tout ce que nous connaissons. La structure magique se caractérise par une absence de perception du temps, elle est pré-perspective, correspond à l'homme de cro-magnon et au mouvement vaudou. La transition vers la structure magique correspond à l'apparition d'une perspective et d'une conscience symbolique. Le langage devient un médiateur symbolique des interactions avec l'environnement.

### La structure archaïque
La structure archaïque est « la structure qui se rapproche le plus et est vraisemblablement identique à l'origine » (Gebser, 1949/1985, p. 43). Gebser la voit comme émergente de l’unité initiale de la conscience. La structure archaïque est pour lui pré-spatiale et pré-temporelle. L'humain est complètement co-extensif avec le monde. Gebser identifie le sommeil profond comme un degré de conscience renvoyant à la dimension archaïque. Il attribue aux pressentiments que ces rêves peuvent générer une manifestation créative de la réalisation et de la pensée dans la structure archaïque. Le pressentiment manifeste un lien avec le passé et une capacité d’incorporation de l'avenir. On est dans « un temps de non-différenciation complète de l'homme et de l'univers » (Gebser, 1949/1985, p. 43), mais il se préoccupe de la survie et du mouvement vers la conscience.
Aujourd'hui, des vestiges de ce stade archaïque sont présents par exemple dans des rituels spontanés qui dissolvent les participants dans un état de transe ». Dans les usines, les travailleurs peuvent être amenés à fonctionner en «pilote automatique» face à des taches extrêmement répétitives liées à des outils techniques.

### La structure magique
Gebser (1949/1985) considère que la structure magique libère les humains de cette première forme d’identité fusionnelle du stade archaïque. Cette libération par le stade magique ouvre vers un premier processus de conscience, qui est pour lui assimilable à la conscience du sommeil. Les personnes ne reconnaissent pas encore le monde dans son ensemble, mais seulement les détails qui les atteignent au moment où ils les atteignent. Une partie perçue est alors assimilée au tout [du fait d’une absence de recul]. La réalité magique est «un monde de pur accident [sans idée de cause] ; un monde dans lequel toutes choses et personnes sont interdépendantes, mais où un Ego non encore centré est assimilé au monde des phénomènes vécus. Mahood considère que cette structure de conscience revêt cinq caractéristiques principales : 
1. l’absence d'égoïsme, d’une perspective de soi indépendante du monde environnant,
2. l’absence de spatialité et de temporalité,
3. un monde « ponctuel et unitaire »,
4. une imbrication avec la nature,
5. une relation magique au monde. La conscience rudimentaire émerge et c’est par le langage que ce changement est produit.

La non perception d’une différentiation entre l’homme et la nature est la caractéristique centrale de cette structure. Les plantes, les animaux et tout ce qui l’entoure ne sont pas considérés comme distincts de lui-même.
Kramer et Mickunas, précisent toutefois qu’« avec la mutation de l'unité archaïque à la conscience magique, un sens rudimentaire de l'espace émerge, tout comme son corrélât, le soi ».
Gebser (1949/1985) représentait les humains de ce stade par le point unidimensionnel : « le point suggère le centrage émergent initial chez l'homme et exprime la dimension unidimensionnelle sans espace et intemporelle du monde de l'homme magique » (p. 46).
Cette absence de distance se retrouve dans l'entreprise. Ainsi, l'acteur devient son rôle: la personne est son métier.
C'est l'âge du rituel et de la magie. L'agent de changement est le magicien.

### La structure mythique
Dans la dimension mythique ou « psychique-mythique », toute pensée symbolique est structurée en termes d'un processus cyclique de polarité qui se déplacent constamment l'une vers l'autre. Alors que la structure magique contient une identification point par point de chaque événement vital avec chaque autre événement vital, la structure mythique relie les événements dans leur polarité. La polarité fait référence au mouvement dynamique d'un événement, d'une image ou d'un sentiment qui provoque, attire et nécessite un autre événement. L'un n'est jamais donné sans l'autre, et l'un peut remplacer l'autre. Ce mouvement comporte un mode de conscience rythmique et synchronisé « cycliquement temporel »  - les cycles se répètent dans le temps.

### La structure mentale
« La conscience mythique ne conserve pas indéfiniment son caractère polarisant et psychique ; elle subit une mutation qui conduit à la prééminence de la structure mentale de conscience ». Kramer et Mickunas (1992) ont précisé quatre caractéristiques qui distinguent cette dimension chez Gebser. Premièrement, la structure mentale est dualiste. Les concepts sont organisés en «opposition rationnelle », antagonistes les uns des autres. La conscience mentale cherche à « surmonter les oppositions et à réconcilier les alternatives » (Kavolis, 1992, p. 166). Ainsi, l'attention est accordée à « l'esprit » sur la matière. Deuxièmement, l'esprit est considéré comme une fonction de « direction, orientation et de linéarité ». Troisièmement, l'orientation prend sa source dans un centre appelé l'ego qui fournit une position spatiale à partir de laquelle les perspectives s'organisent. Quatrièmement, « l'ego-sujet », en tant que fonction d'orientation, sert de point d'appui constitutif d'un temps linéaire, et sur le plan matériel d'une représentation de l'espace. Cela implique une division du temps et de l'espace. De plus, les dimensions de l'avenir « donnent nécessairement une impulsion à la spatialité, donnant à l'espace et au temps un semblant de direction » (Gebser, 1949/1985, p. 178). La conscience rationnelle « combat et réprime » les structures archaïques, magiques et mythiques de la conscience (p. 166).
Dans cette structure, les concepts abstraits remplacent l'expérience en tant que niveau dominant de la réalité sociale.
La réalité dans cette structure de conscience, ce n'est plus ce qui est présent dans l'expérience. La réalité est plutôt associée à la matière qui peut être manipulée pour produire des résultats prévisibles. En définissant la réalité de cette manière, les humains en viennent à vivre dans des fonctions d'organisation et d'usage des objets. Il apparaît un intérêt pour calculer leurs positions et mouvements et prédire leurs effets .

### La structure intégrale
Gebser estime enfin que l’humanité est à l'aube du développement d'une nouvelle structure de conscience, qualifiée d'Intégrale. Pour Gebser, celle-ci intègre les structures de conscience qui l'ont précédée et va permettre à l'esprit humain de transcender les limites de la tridimensionnalité. Une quatrième dimension, le temps va y être ajoutée. l’intégration dont il est question n'est pas simplement la prise en compte d'opposés apparemment disparates, mais plutôt l'irruption du temps qualitatif dans notre conscience. La prépondérance du temps est un thème qui joue un rôle extrêmement important dans cette structure. Des idées comme l’a-rationalité (par opposition à la rationalité de la structure actuelle), d'a-perspectivité (par opposition à la perspective déterminée par une position de l’observateur dans l'espace de la structure actuelle), et de diaphaneité (la reconnaissance comme par transparence de l'ensemble, et non l’appréhension des parties) sont des caractéristiques marquantes de cette nouvelle structure telle que Gebser la présente.

## Influences
Jean Gebser avait de nombreux amis et admirateurs connus comme par exemple le psychologue Carl Gustav Jung, le biologiste Adolf Portmann, les physiciens Werner Heisenberg et Carl Friedrich von Weizsäcker, ainsi que le spécialiste du Tibet Lama Anagarika Govinda. Les théories systémiques et les travaux de physique quantique l’ont également influencé.
Les travaux de Gebser ont influencé des œuvres telles que Up from Eden de Ken Wilber, Logik der Rettung (en anglais Avoiding Social and Ecological Disaster) de Rudolf Bahro, Living in the New consciousness de Hugo Enomiya-Lassalle, Revisioning Environmental Ethics de Daniel Kealey, Wholeness or Transcendence de Georg Feuerstein, Coming into Being de William Irwin Thompson, et Modern/Postmodern: Off the Beaten Path of Antimodernism d'Eric Mark Kramer.
Une communauté scientifique s'est constituée aux États-Unis qui prolonge le travail de Gebser, la Jean Gebser Society.
Des conférences sont régulièrement organisées et une revue rassemble les contributions. En particulier, des travaux sur l'utilisation de son cadre conceptuel pour analyser les cultures d'entreprise ont été proposés.

### Sur Jean Gebser
En anglais
- Jean Gebser (1905 - 1973), par Elmar Schübl (mars 2003)
- Consciousness and Culture: An Introduction to the Thought of Jean Gebser (Contributions in Sociology), par Eric Mark Kramer (novembre 1992)
- Structures of Consciousness: The Genius of Jean Gebser: An Introduction and Critique, par Georg Feuerstein (février 1987)
- Jean Gebser: What Color Is Your Consciousness, par Georg Feuerstein (mai 1989)

En allemand
- Adolf Portmann, Jean Gebser, Johann Jakob Bachofen: Drei Kulturforscher, drei Bilder vom Menschen (Texte, Thesen ; 67), par Joachim Illies (1975)
- Das schwierige Kind: Jean Gebsers Bewusstseinsphänomenologie in der kinder- und jugendpsychiatrischen Praxis (Reihe Psychologie), par Ursula Assing-Grosch (1993)